# Abdel Latif Moubarak
Pour les articles homonymes, voir Moubarak (homonymie).
Abdel Latif Moubarak, également connu sous le nom arabe d'عبد اللطيف مبارك, est un poète et parolier égyptien né en 1964 à Suez. Il est largement reconnu comme l'un des poètes les plus importants des années 1980. Ses poèmes ont été publiés dans de nombreuses revues littéraires en Égypte et dans le monde arabe, notamment Arab Magazine, Kuwait Magazine, News Literature, Republic Newspaper, AI-Ahram et The New Publishing Culture.
La renommée d'Abdel Latif Moubarak repose sur son style poétique distinctif qui combine habilement la beauté des mots avec une profonde réflexion sur les aspects de la vie et de l'humanité. Ses vers sont imprégnés de sensibilité, d'émotion et d'une connaissance profonde de la condition humaine.
Au fil des années, Moubarak a reçu de nombreux prix et distinctions pour son travail. En 2014, il a été honoré en recevant le bouclier d'excellence et de créativité de l'Union des médias arabes, reconnaissant ainsi son impact significatif dans le domaine de la poésie et de la littérature. En 2021, il a également remporté le prestigieux bouclier d'excellence et de créativité de l'East Academy, témoignant de sa persévérance et de son dévouement continus à son art.
Abdel Latif Moubarak continue d'inspirer les lecteurs et les amateurs de poésie à travers ses écrits captivants. Sa contribution à la scène littéraire arabe est inestimable et son héritage perdurera pour les générations à venir. En tant que poète et parolier égyptien éminent, il a réussi à toucher les cœurs et les esprits de nombreux avec sa plume talentueuse et sa vision unique du monde.
L'œuvre d'Abdel Latif Moubarak transcende les frontières géographiques et culturelles, et sa renommée s'étend bien au-delà de l'Égypte. Son impact durable sur la poésie arabe est indéniable, et il continue d'être une source d'inspiration pour les jeunes poètes et écrivains qui aspirent à suivre ses traces.
En conclusion, Abdel Latif Moubarak est un poète et parolier égyptien éminent, dont les poèmes ont captivé les lecteurs et ont laissé une marque indélébile sur la scène littéraire arabe. Son talent et sa créativité ont été récompensés par de nombreux prix prestigieux, témoignant de sa contribution exceptionnelle à la poésie. Son héritage continuera d'inspirer et d'enchanter les générations futures, faisant de lui une figure importante dans le monde de la littérature.

## Biographie
Il est titulaire d'un baccalauréat en droit de l'université Ain Shams.
Il utilise dans ses poèmes l'arabe classique et l'arabe égyptien vernaculaire.
Il est membre de l'Union des écrivains égyptiens et membre des Ecrivains arabes sur internet.

## Ouvrages publiés (enarabe)
- 1994: أحاسيس وأصداء | Ahases Wa Asdaa, Égypte.
- 1996: العزف على هدير المدافع | Alazf Ala Hadeer El madafea, Égypte.
- 1997: همسات البحر| Hamsat El Bahr, Égypte.
- 2001: قراءة ثانية للجسد| Keraa Thania Lelgasad, Égypte.
- 2007: نوبة عطش| Nobet Atash, Égypte.
- 2015: بتجرب تانى تموت| betgarab Tany Tmoot, Égypte.
- 2018 قبس من جمر

## Vidéos
- (en) « على شطّك للرائع أكرم مراد » [vidéo], sur YouTube (consulté le 10 décembre 2023)
- (en) « محمد صلاح ( حضنك ياطيبة ) » [vidéo], sur YouTube (consulté le 10 décembre 2023)
- (en) « ( جوّه قلبك ).... للنجم بكرى الصاوى » [vidéo], sur YouTube (consulté le 10 décembre 2023)